# Zellbach, Šentpavel v Labotski dolini
Zellbach je naselje v Občini Šentpavel v Labotski dolini v Okraju Volšperk na Koroškem v Avstriji.